# Kinyongia multituberculata

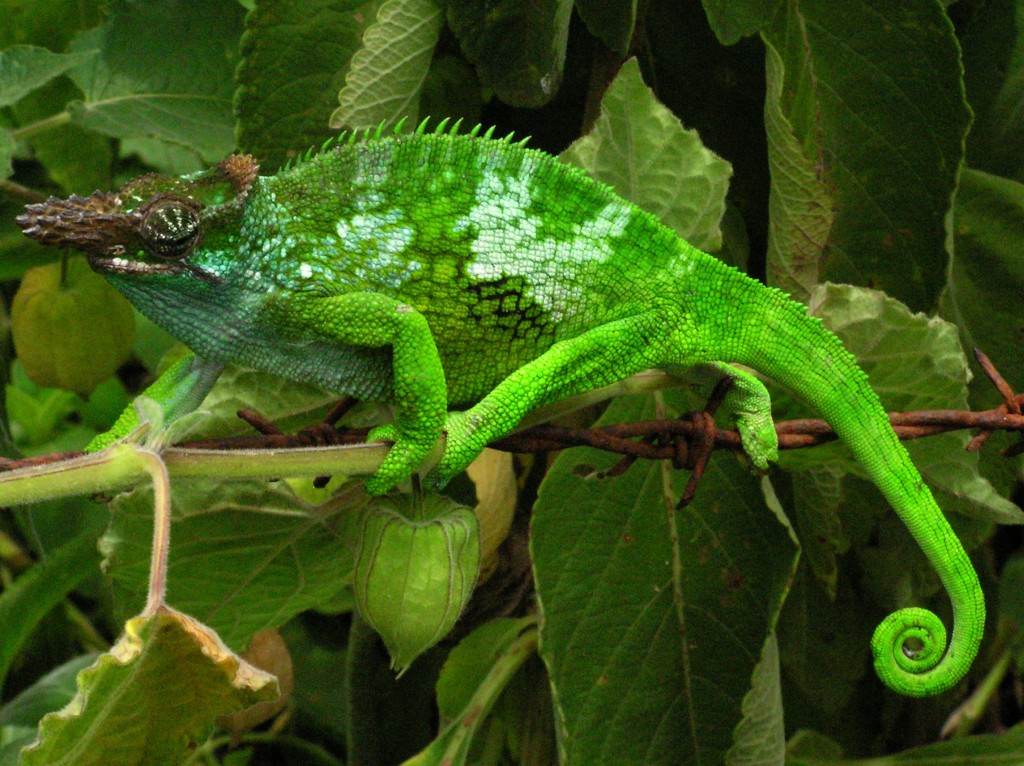
Kinyongia multituberculata

Kinyongia multituberculata — вид ігуаноподібних ящірок родини хамелеонових (Chamaeleonidae). Ендемік Танзанії.

## Поширення і екологія
Kinyongia multituberculata мешкають в горах Західної Усамбари на північному сході Танзанії. Вони живуть у вологих гірських тропічних лісах, іноді трапляються на узліссях та в деградованих лісах. Зустрічаються на висоті від 1200 до 2500 м над рівнем моря. 

## Збереження
МСОП класифікує цей вид як такий, що перебуває під загрозою зникнення. Kinyongia multituberculata загрожує знищення природного середовища.